# Триполис (дим)
Три́полис (греч. Δήμος Τρίπολης) — община (дим) в Греции, в центральной части полуострова Пелопоннеса. Входит в периферийную единицу Аркадию в периферии Пелопоннес. Население 47 254 жителя по переписи 2011 года. Площадь 1475,805 квадратного километра. Плотность 32,02 человека на квадратный километр. Административный центр — Триполис. Димархом на местных выборах 2014 года избран Димитрис Павлис (Δημήτρης Παυλής).
В 2011 году по программе «Калликратис» к общине Триполис присоединены упразднённые общины Валтецион, Коритио, Левидион, Мантинея, Скиритида и Фаланф.
Совпадает с епархией Мантинеей по административному делению 1833 года.

## Административное деление

Административное деление общины:
1 — Триполис
2 — по часовой стрелке сверху: Левидион, Мантинея, Коритио, Скиритида, Валтецион и Фаланф

Община (дим) Триполис делится на 7 общинных единиц.

## География
Пересыхающее пресноводное озеро Така,  гора Меналон (1980 м).